# Внутрішній клас
Внутрішній, або вкладений клас (англ. inner class) — в об'єктно-орієнтованому програмуванні клас, повністю визначений в другому класі.

## Вкладені класи підтримуються мовами програмування
- Внутрішні класи підтримує мова програмування Java, починаючи з версії 1.1.

- Вкладені класи також підтримуються мовами програмування: D, Visual Basic .NET, Ruby і C#.

- У Python можна вкласти клас в інший клас, метод або функцію.

- У C++ є вкладені класи, які схожі на статичні класи Java, за винятком того, що вони не оголошені за допомогою «static».

- Мова програмування BETA ввела поняття вкладених класів.

## Огляд
Екземпляр звичайного класу може існувати сам по собі. На відміну від нього, екземпляр внутрішнього класу не може існувати без прив'язки до класу верхнього рівня.